# 밀레니엄 돔

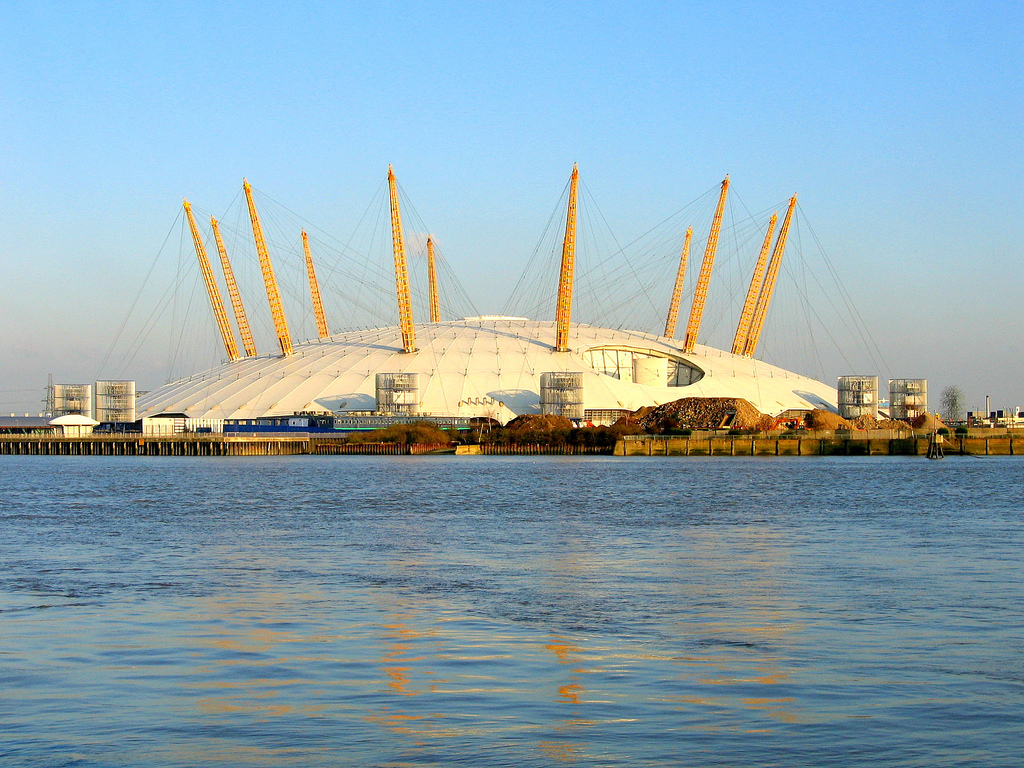
밀레니엄 돔

밀레니엄 돔(Millennium Dome)은 영국 런던 남동부 그리니치 반도에 있는 세계 최대의 돔이다. 설계자는 리처드 로저스이다.

## 같이 보기
- 밀레니엄교